# Интелектуални измами
„Интелектуални измами“ е книга на Алан Сокал и Жан Брикмон, издадена в продължение на аферата Сокал и превърнала се в елемент от нея. Книгата излиза най-напред на френски в 1997 г. и е преработена за англоезичните издания, излезли през следващите години. След като Сокал демонстрира липсата на разумен критерий при публикуването на постмодерни текстове, заедно с колегата си физик Брикмон издават книга, в която критикуват употребата на понятия от науката, правена от някои модни философи. В САЩ книгата се счита за част от така наречените научни войни.
Книгата получава смесени оценки, някои от които изразяват похвала за усилията на авторите, други са по-сдържани, но по-голямата част разкриват несъответствията на текстовете и критикуват авторите за невежество в дадени области на науката и за взимане на нещата тотално извън техния адекватен контекст.
Дебатите около книгата се водят през океана, тъй като критикуваните са французи, свързвани с континенталната философия, а критиците им споделят англосаксонските нагласи. След атентатите от 11 септември 2001 г. и по нататъшния отказ на Франция да участва във войната с Ирак политически пристрастия вземат връх в дискусията.